# 歐洲聯盟軍事參謀部
歐洲聯盟軍事參謀部（英語：European Union Military Staff，EUMS）是歐洲聯盟對外事務部的一個总司，負責向聯盟外交與安全政策高級代表提供戰略建議，同時向歐洲聯盟軍事委員會報告，並透過其軍事規劃與執行能力作戰總部指揮軍事行動，包含危機的預防、反應、管理，以確保歐盟成員國能夠一起採取軍事行動，加強歐盟的外交影響力。

## 組織
軍事參謀部軍事參謀部設置一名參謀長，由歐盟成員國的一位三星中將（OF-8）擔任，副參謀長由一位二星少將（OF-7）擔任。
軍事參謀部設有五個理事會，各由一位一星准將（OF-6）領導。
- 概念與能力理事會
- 情報理事會
- 作戰理事會
- 後勤理事會
- 通信與資訊系統理事會